# セキュリティ (映画)
『セキュリティ』（Security）は、2017年のアメリカ合衆国のアクションスリラー映画。監督はアラン・デロシェール。出演はアントニオ・バンデラス、ベン・キングズレー。
日本では「未体験ゾーンの映画たち2017」の上映作品の一つとして2017年3月18日に公開された。
また、2017年10月3日より様々な国のNetflixで配信が開始された。

## ストーリー
元アメリカ海兵隊のエディ・ディーコンは、退役後仕事に就くことが出来ずにいたが、ようやくショッピングモールの夜間警備員の仕事を手に入れた。ところがエディの初勤務の夜、彼のショッピングモールに一人の少女が助けを求めにやってくる。この少女はギャングの犯罪を暴くための重要な証人であり、そのギャングから命を狙われているのだった。ギャングに雇われた武装集団から少女の命を守るため、エディは仲間の警備員と共にショッピングモールに立てこもる。

## キャスト
| 役名                             | 俳優                                   | 日本語吹き替え | 日本語吹き替え |
| 役名                             | 俳優                                   | ソフト版       | Netflix版      |
| -------------------------------- | -------------------------------------- | -------------- | -------------- |
| エドアルド・"エディ"・ディーコン | アントニオ・バンデラス                 | 市橋尚史       | 山路和弘       |
| チャーリー                       | ベン・キングズレー                     | 小村哲生       | 水野龍司       |
| ヴァンス                         | リアム・マッキンタイア                 | 野宮一範       | 大隈健太       |
| デッド・アイズ                   | カン・リー                             | 富澤雄基       |                |
| ジェイミー                       | キャサリン・メアリー・デ・ラ・ローシャ | 横田彩         | 春名風花       |
| メイソン                         | チャド・リンドバーグ                   | 小倉直寛       | 落合佑介       |
| ジョニー                         | ジロー・ワン                           | 水野駿太郎     | 清水裕亮       |
| ルビー                           | ガブリエラ・ライト                     | 竹下礼奈       | 有賀由樹子     |

- ソフト版吹き替え

その他吹き替え - 吉田拓真、あらや依里、向山直美、岡本堂玄、猪野和真、西山慎哉、濱口翔一、山川龍聖、沢井由、渡辺翔太
演出：柴田勝俊、翻訳：木田雅子、録音：神山勇二、調整：RME
- Netflix版吹き替え

その他吹き替え - 丸山智行、佐々健太、手塚ヒロミチ
演出：奥田啓人、翻訳：浅野倫子、制作：スタジオ・エコー